# Udo von Woyrsch
Udo Gustav Wilhelm Egon von Woyrsch, född 24 juli 1895 i Schwanowitz, död 14 januari 1983 i Biberach an der Riss, var en tysk SS-Obergruppenführer och polisgeneral. Han ledde bland annat en Einsatzgruppe, en mobil insatsstyrka, som opererade i Polen år 1939.

## Biografi

### Familj
Udo von Woyrsch härstammade från en sydböhmisk adelsätt och var son till den preussiske kammarherren Günther von Woyrsch (1858–1923) och dennes hustru Gertrud Gräfin von Pfeil und Klein-Ellguth (1866–1956). En av hans farbröder var den preussiske generalfältmarskalken Remus von Woyrsch (1847–1920). von Woyrsch gifte sig 1924 med Marie-Eva von Eichborn (född 1902). Paret skilde sig 1933 och året därpå gifte von Woyrsch om sig med Inez Freiin von Tschammer und Quaritz (1908–2001).

### De långa knivarnas natt
År 1934 deltog von Woyrsch i de långa knivarnas natt och gjorde de första gripandena av SA-män. Han lät mörda en av sina fiender, Emil Sembach, som tidigare samma år hade uteslutits ur SS för förskingring.

### Polenfälttåget 1939
Den 1 september 1939 invaderade Tyskland sin östra granne Polen. På flera platser reagerade polacker på krigsförklaringen genom att attackera folktyskar och misshandla och döda dem. Under den blodiga söndagen i Bydgoszcz den 3 september massakrerades tvåhundratjugotre folktyskar. Inom ramen för Operation Tannenberg inrättade då Reichsführer-SS Heinrich Himmler Einsatzgruppe z.b.V. (zur besonderen Verwendung, "för särskilda ändamål") under von Woyrschs befäl. Upproriska polacker skulle enligt Himmlers order "skjutas på fläcken". Einsatzgruppe z.b.V., som var underordnad Orpo, for fram med sådan brutalitet att tyska arméns generalkvartermästare Eduard Wagner krävde att von Woyrschs insatsgrupp skulle lämna Polen. von Woyrschs enhet hade bland annat innebränt en grupp judar i en synagoga i Dynów. Generallöjtnant Georg Brandt, ansvarig för säkerheten i Armégrupp Süds bakre linjer, fordrade att befälhavaren, generalöverste Gerd von Rundstedt, skulle ställa von Woyrsch inför krigsrätt.

### Efter andra världskriget
År 1948 dömdes von Woyrsch till 20 års fängelse för medlemskap i en kriminell organisation – SS; han släpptes dock redan 1952. Fem år senare dömdes han till 10 års fängelse för sin inblandning i de långa knivarnas natt. Han frigavs 1960.

## Befordringar i SS
| Datum            | Tjänstegrad         |
| ---------------- | ------------------- |
| 13 november 1930 | Sturmbannführer     |
| 1 mars 1931      | Standartenführer    |
| 15 mars 1932     | Gruppenführer       |
| 1 januari 1935   | Obergruppenführer   |
| 15 april 1941    | General der Polizei |

## Utmärkelser
Udo von Woyrschs utmärkelser
- Järnkorset av första klassen
- Järnkorset av andra klassen
- Krigsförtjänstkorset av första klassen med svärd
- Krigsförtjänstkorset av andra klassen med svärd
- Ärekorset
- NSDAP:s partitecken i guld
- NSDAP:s tjänsteutmärkelse i silver och brons
- SS tjänsteutmärkelse
- Tyska riksidrottsutmärkelsen i guld
- SS Hederssvärd
- SS-Ehrenring (Totenkopfring)